# Ophiomyia ferina
Ophiomyia ferina este o specie de muște din genul Ophiomyia, familia Agromyzidae, descrisă de Spencer în anul 1973.
Este endemică în Bahamas. Conform Catalogue of Life specia Ophiomyia ferina nu are subspecii cunoscute.